# Монтефиоре, Клод
Клод Джозеф Голдсмид Монтефиоре (англ. Claude Joseph Goldsmid Montefiore; 1858—1938) — англо-еврейский религиозный мыслитель, писатель и филантроп.

## Биография
Внучатый племянник сэра Мозеса Монтефиоре. Готовясь к духовной деятельности, изучал теологию в Берлине, но вскоре настолько увлёкся идеями о реформировании еврейской религии, что стал относиться критически к половинчатому, по его мнению, немецкому реформизму. Монтефиоре стал заниматься общественной деятельностью, посвящая особенно много внимания делу еврейского образования. Одновременно он выступал, в качестве проповедника и учителя закона Божия, с речами, обращавшими на себя внимание широких кругов общества, хотя он и не принадлежал к официальному духовному миру. Его речи, вместе со статьями Израиля Абрахамса, вышли в 1894 году отдельным изданием под заглавием «Aspect of Judaism».
В течение нескольких лет Монтефиоре читал курс по истории религии. Считаясь одним из наиболее авторитетных представителей крайней школы библейской критики, он обратил на себя особое внимание, когда в 1896 г. выпустил свой комментарий к Библии с точки зрения морали под названием «Bible for home reading»; 2-й том этого сочинения появился в 1899 г. В 1890 г. Монтефиоре, в сотрудничестве с Израилем Абрагхамсом, основал «Jewish Quartley Rеviеw», который, объявив себя беспартийным в вопросах религиозной реформы и ортодоксии, все же помещает, часто за подписью Монтефиоре, статьи по библейской критике. Монтефиоре занимал видное место в качестве педагога, будучи председателем Фрёбелевского общества, еврейских детских школ и членом комитетов многих педагогических и образовательных учреждений.
Будучи также щедрым жертвователем, Монтефиоре играл видную роль в общинной жизни Лондона: был председателем Англо-еврейского общества, членом совета Еврейского колонизационного общества, совета Jew’s College и «Jewish Religions Board», Еврейского исторического общества и т. д. С 1908 г. Монтефиоре стал все более и более склоняться к неохристианству, и являлся наиболее ярким представителем этого течения в Англии. В качестве неохристианина он имел многократные столкновения с Эдвином Сэмьюэлом Монтегю, требовавшим исключения его из комитета «Jewish Religions Education Board».
В 1926 г. был избран президентом Всемирного союза прогрессивного иудаизма и оставался на этом посту до конца жизни. Был почётным доктором Оксфордского и Манчестерского университетов и Еврейского института религии в Нью-Йорке. Также основал «Jewish Religions Union».